# Le Chevalier mystère
Le Chevalier mystère és un curtmetratge mut de trucs de 1899 dirigit per Georges Méliès.

## Temes
Le Chevalier mystère és una pel·lícula de trucs en què els motius del període medieval europeu s'utilitzen satíricament com a escenari per a efecte especial cinematogràfic. Aquest va ser un dels dos gèneres de temàtica medieval del cinema mut, tots dos desenvolupats i codificats pel mateix Méliès; l'altre era un gènere de pel·lícula narrativa menys obertament capritxosa i més orientada a la trama que explica històries medievals, com l'èpica de Méliès de 1900 Jeanne d'Arc. Ambdós tipus de pel·lícules medievals inventades per Méliès van tenir una gran influència, es van estendre ràpidament als Estats Units i altres països de realització de cinema. El gènere de les pel·lícules de trucs medievals va tenir una influència particularment decisiva, que va conduir finalment al desenvolupament de pel·lícules medievals animades així com a èpiques medievals que utilitzen Imatge generada per ordinador amb finalitats espectaculars.
La pel·lícula també és una de les moltes obres de Méliès en què les parts vives del cos es desprenen de la resta del cos. Altres exemples inclouen L'homme à la tête en caoutchouc, Le Cake-walk infernal, i Le Mélomane.

## Producció
L'efecte especial del cap parlant en un gerro es va crear mitjançant exposició múltiple, amb el rollo de pel·lícula es va rebobinar a la càmera i es va tornar a exposar. S'utilitzava un drap negre per emmascarar el plató quan es filmava el cap. Méliès va fer un truc semblant, amb tres duplicacions del seu propi cap, a la seva pel·lícula Un homme de têtes.

## Estrena i supervivència
La pel·lícula va ser estrenada per la Star Film Company de Méliès i està numerada del 226 al 227 als seus catàlegs. Es va suposar perduda fins que es va imprimir una impressió identificades a les voltes de la George Eastman House. El 1989, es va estrenar una impressió restaurada de la pel·lícula al Festival de Cinema Mut de Pordenone.